# Zukunft Pink
Zukunft Pink ist ein Lied des deutschen Dancehall-Musikers Peter Fox in Kooperation mit der deutschen Sängerin Inéz. Es erschien am 20. Oktober 2022 als erste Soloveröffentlichung Fox’ seit über 13 Jahren.

## Inhalt
Formal ist das Lied nach gängigen Popmusik-Mustern der 2010er- und 2020er-Jahre aufgebaut: Nach einer Einleitung wechseln sich zwei Strophen und zwei Refrains ab, bevor eine Art „Nach-Refrain“ („Pop-Drop“) das Lied über längere Zeit nach und nach ausklingen lässt.
Fox besingt den Sieg über seinen eigenen Avatar, sehnt eine feierliche Utopie herbei und zelebriert das „Echte“ und „Unverfälschte“ im Leben. Milliardenprojekte wie SpaceX von Elon Musk werden ebenso abgelehnt wie Massentierhaltung und Gentrifizierung. Der Refrain versprüht Optimismus als Grundhaltung und ruft dazu auf, selbstbewusst und selbstbestimmt Leben und Umwelt zu gestalten. Musikalisch bewegt sich das Lied zwischen Dancehall und Deutschrap, ⁣⁣mit verschiedenen Einflüssen west- und südafrikanischer Musikgenres (Amapiano).

## Musikvideo
Das dazugehörige Musikvideo wurde am 20. Oktober 2022 auf YouTube veröffentlicht; Regie führte Jakob Grunert. Gedreht wurde das Video in der rumänischen Hauptstadt Bukarest. Szenen wurden in den Bahnbetriebswerken CFR Grivița, der Fußgängerpassage der Grivița-Haltestelle und auf dem ANAF-Hochhaus (als fliegender, pink beleuchteter Plattenbau dargestellt) gedreht, sowie beim Mausoleum im Parcul Carol (als erhobene Faust modifiziert), auf der verlassenen 80er-Jahre Baustelle der Cîntarea României Philharmonie und auf der Strada Miletin, hinter dem Alba-Iulia-Platz.

## Mitwirkende
- Gesang: Inéz, Benjamin Asare, Daniel Stoyanov, Peter Fox
- Kaval: Moses Yoofee
- Produktion: Peter Fox, The Krauts
- Abmischung: Yunus Cimen
- Komposition: Pierre Baigorry, Vincent Graf Schlippenbach, David Conen, Torsten Schroth, Charles Josek, Guy Josek, Louis Josek
- Text: Pierre Baigorry, David Conen, Jakob Grunert[5][6]

## Remix
Am 21. Dezember des Veröffentlichungsjahres erschien der Alliance Remix mit zusätzlichen Feature-Parts von Focalistic, Kwam E, Albi X, Willy Will, Awa Khiwe und Benji Asare.

## Rezeption

### Preise
Am 9. Dezember 2022 wurde Zukunft Pink mit der 1 Live Krone in der Kategorie „Bester Song“ ausgezeichnet.

### Rezensionen
Der Journalist Malcolm Ohanwe äußerte Kritik an einer mangelnden Herkunftsnennung der Einflüsse west- und südafrikanischer Musikgenres und postulierte kulturelle Aneignung, worauf Fox auf den begleitenden Pressetext zur Veröffentlichung verwies, die seine Inspiration eindeutig darlege. Die Berliner Zeitung verwies in einem Kommentar auf damit zusammenhängende Probleme, ausgehend von einer Cancel Culture.

### Chartplatzierungen
Zukunft Pink erreichte am 28. Oktober 2022 Platz eins in den deutschen Singlecharts und belegte diesen fünf Wochen in Folge. Fox und Inéz stehen damit zum ersten Mal an der Spitze der Charts. Darüber hinaus platzierte sich das Lied in der gleichen Chartwoche ebenfalls an der Chartspitze der deutschsprachigen Singlecharts. Während Inéz erstmals diese Chartliste anführte, ist es für Fox der zweite Nummer-eins-Hit nach Schwarz zu blau. Auch in den Download- und Streamingcharts erreichte das Lied die Spitzenposition.
In den Ö3 Austria Top 40 belegte der Song Rang drei und in der Schweizer Hitparade Position 21.
| ChartsChartplatzierungen | Höchstplatzierung | Wochen |
| ------------------------ | ----------------- | ------ |
| Deutschland (GfK)        | 1 (58 Wo.)        | 58     |
| Österreich (Ö3)          | 3 (40 Wo.)        | 40     |
| Schweiz (IFPI)           | 21 (10 Wo.)       | 10     |

| ChartsJahrescharts (2022) | Platzierung |
| ------------------------- | ----------- |
| Deutschland (GfK)         | 53          |

| ChartsJahrescharts (2023) | Platzierung |
| ------------------------- | ----------- |
| Deutschland (GfK)         | 6           |
| Österreich (Ö3)           | 40          |

### Auszeichnungen für Musikverkäufe
Im Jahr 2025 wurde das Lied in Deutschland mit einer Dreifach-Goldschallplatte für über 900.000 verkaufte Einheiten ausgezeichnet. Im April 2025 erhielt der Song in Österreich eine doppelte Platin-Schallplatte für mehr als 60.000 Verkäufe.
| Land/Region        | Auszeichnungen für Musikverkäufe (Land/Region, Auszeichnung, Verkäufe) | Verkäufe |
| ------------------ | ---------------------------------------------------------------------- | -------- |
| Deutschland (BVMI) | 3× Gold                                                                | 900.000  |
| Österreich (IFPI)  | 2× Platin                                                              | 60.000   |
| Schweiz (IFPI)     | Platin                                                                 | 20.000   |
| Insgesamt          | 1× Gold · 4× Platin ·                                                  | 980.000  |